# Кастаньетти, Пьерлуиджи
Пьерлуиджи Кастаньетти (итал. Pierluigi Castagnetti; 9 июня 1945, Реджо-нель-Эмилия, Эмилия-Романья) — итальянский политик.

## Биография
Родился 9 июня 1945 года в Реджо-нель-Эмилия (регион Эмилия-Романья). В конце 1960-х годов состоял в руководстве регионального отделения молодёжного движения ХДП, с 1980 по 1987 год входил в региональный совет депутатов Эмилии-Романьи. В 1987—1994 годах был членом Палаты депутатов от ХДП и ИНП, а в 2001—2013 — от «Маргаритки» и ДП.
В 1994 году Кастаньетти активно участвовал в создании ИНП, в октябре 1999 года был избран её национальным секретарём, в 2001 году содействовал формированию левоцентристской коалиции Олива (в 2002 году ИНП влилась в «Маргаритку»).
С 19 июля 1994 по 19 июля 1999 года являлся депутатом Европейского парламента от Итальянской народной партии, состоял во фракции Европейской народной партии.
5 декабря 2002 года прокурор (pubblico ministero) Анконы Паоло Губинелли возбудил уголовное дело против Кастаньетти по подозрению в коррупции. Предполагалось, что 1991—1992 годах, будучи главой политического секретариата Мино Мартинаццоли, Кастаньетти получил взятку у предпринимателя Луиджи Маррино в размере около 15 млн лир. 15 апреля 2003 года судья предварительных слушаний (giudice dell’udienza preliminare) Санте Баскуччи признал наличие смягчающих обстоятельств и закрыл уголовное дело за истечением срока давности.
18 апреля 2013 года во втором туре совместного голосования палат парламента в ходе выборов президента Италии Кастаньетти получил 2 голоса, в третьем туре 19 апреля повторил этот результат (всего туров было шесть, выборы продолжались с 18 по 20 апреля 2013 года, победителем вышел Джорджо Наполитано).
В 2022 был внесён кандидатом в списки голосования за президента Итальянской республики.

## Личная жизнь
Кастаньетти был женат на Анне Марии Бурани — психологе, руководителе медицинской компании и преподавателе Пармского университета; она умерла в июне 2007 года. Есть сын и трое внуков.